# 范国滨
范国滨（1958年4月23日—），北京人，中国高能激光技术与工程管理专家。

## 生平
1982年毕业于国防科技大学。2005年毕业于西安电子科技大学，获博士学位。2017年当选为中国工程院院士。